# مهره‌های کمری
مهره‌های کمری (انگلیسی: Lumbar vertebrae) به قسمتی از ستون مهره‌ها گفته می‌شود که در ناحیه کمر قرار دارد. در انسان پنج قطعه از مهره‌های ستون فقرات را که بین دوازدهمین مهره پشتی و استخوان خاجی قرار دارند، کمری می‌گویند.

## کمر
ناحیهٔ کمر یا لومبار (lumbar) ناحیه‌ای از تنه است که از بالا محدود به سطح افقی است که از کنار تحتانی دوازدهمین زوج دنده‌های قفسهٔ سینه می‌گذرد و از پایین محدود به سطحی افقی می‌شود که از ستیغ تهیگاهی عبور می‌کند. ناحیهٔ کمری که معمولاً به نام کمر خوانده می‌شود، در قسمت جلو محدود به سطح داخلی تنه‌های مهرهٔ کمری است که در پشت اندرونه (امعاء و احشاء) در ناحیهٔ شکم قرار دارند و از قسمت خارج یا خلف، ماهیچهٔ بیرونی کمری و پوست بدن در این قسمت آن را محدود کرده‌است.
در ناحیه کمری انحنای ستون فقرات به جلو به سمت حفره شکمی می‌باشد. لامبار از حدود ۵ یا ۶ اینچ زیر استخوان کتف یا اسکاپولا شروع می‌شود و در بالا به قوس توراسیک یا قوس سینه‌ای مرتبط و از پایین تا ستون فقرات خاجی ادامه می‌یابد. در آناتومی کمر بخشی از شکم (ابدومن) است. بزرگترین و متحرک‌ترین مهره‌های ستون مهره‌ها هستند و بیشتر وزن بدن توسط همین مهره‌ها تحمل می‌شود. زائده‌های مفصلی فوقانی و تحتانی این مهره هابزرگ بوده و همین امر سبب می‌شود که حرکات چرخشی حول محور ورتیکال محدود شود.

## ستون فقرات کمری
ستون فقرات کمری دارای مشخصه‌های اختصاصی زیر می‌باشد:
- در ستون فقرات بیشترین وزن را مهره‌های ستون فقرات کمری تحمل می‌نمایند که بزرگترین مهره‌ها در ستون فقرات می‌باشند بطوری که مهره‌ها در این قسمت قادر به تحمل کل جثه می‌شوند.
- دو بخش انتهایی لامبار به نام L4-L5 و L5-S1، شامل مهره‌ها و دیسک‌ها، بیش تر وزن را تحمل می‌نمایند و بنابراین بیشترین احتمال آسیب در این قسمت رخ می‌دهد.
- ستون فقرات کمری در مفصل کمری‌خاجی (L5-S1 (به استخوان خاجی متصل می‌شود. این اتصال امکان چرخش را فراهم می‌سازد بنابراین لگن و ران‌ها هنگام راه رفتن و دویدن آویخته هستند و امکان حرکت ایجاد می‌شود.
- طناب نخاعی از انتهای جمجمه در میان ستون فقرات گسترش می‌یابد و تا T12-L1 جایی که ستون فقرات توراسیک (سینه‌ای) به ستون فقرات کمری می‌رسد ادامه پیدا می‌کند. در این نقطه رشته‌های عصبی بیشماری از طناب نخاعی مشتق شده و تا پایین‌ترین اندام‌های تحتانی همچون باسن و پاها گسترش می‌یابند. از آن جهت که طناب نخاعی در میان ستون فقرات کمری ادامه پیدا نمی‌کند آسیب به این نقطه به ندرت سبب ایجاد مشکل در سیستم عصبی یا فلج می‌گردد. طناب نخاعی در مهره‌های L1 – L2 به پایان می‌رسد. بافت عصبی که در زیر این بخش گسترش می‌یابد رشته‌های مجزای عصبی هستند که مجموعاً نخاع دم‌اسبی (cauda equine) را شکل می‌دهند. در بین هر مهره لامبار یک ریشهٔ عصبی وجود دارد و این ریشه‌های عصبی دوباره برای تشکیل بزرگترین عصب منفرد در بدن انسان به نام عصب سیاتیک با یکدیگر جمع می‌شوند. عصب سیاتیک به پا منتقل می‌گردد به همین دلیل یک ناهنجاری مثل فتق دیسک در ستون قفرات کمری با تأثیر گذاشتن بر ریشه‌های عصب می‌تواند سبب ایجاد دردی گردد که در امتداد با عصب سیاتیک تا پایین پا کشیده شود.
- چندین ماهیچه در کمر وجود دارد که به چرخش، انعطاف‌پذیری و قدرت ستون فقرات کمک می‌کنند. احتمال صدمه دیدن این ماهیچه‌ها به ویژه در هنگام بلند کردن یک جسم سنگین یا بلند کردن در حال چرخش وجود دارد. کشیدگی ماهیچه در کمر می‌تواند بی‌نهایت دردناک باشد اما معمولاً ظرف چند روز یا هفته بهبود پیدا خواهد کرد.

ستون فقرات کمری بیشتر وزن بدن را تحمل می‌کند و بیشترین انعطاف‌پذیری را ایجاد می‌نماید، ترکیبی از قدرت و ظرافت که آن را مستعد آسیب دیدن می‌کند به همین جهت شکایت از کمر درد بسیار شایع است.

## خاجی‌شدگی پنجمین مهره کمری
خاجی‌شدگی (ساکرالیزاسیون، Sacralization) پنجمین مهره کمری یک ناهنجاری مادرزادی است، به این صورت که زائده عرضی مهره پنجم کمر (آخرین مهره کمری) در یک سمت یا هر دو طرف بلندتر از حد طبیعی شده و به استخوان خاجی (ساکروم) یا استخوان تهیگاهی (ایلیوم) یا هر دو متصل می‌گردد. این ناهنجاری که بیشتر از لومباریزاسیون دیده می‌شود، معمولاً دوطرفه بوده و در ۳٫۵ درصد از افراد مشاهده می‌گردد.
اگرچه این ناهنجاری مادرزادی ممکن است به عنوان یکی از عوامل کمردرد مطرح باشد ولی در بسیاری از موارد بدون علامت بوده و گاهی در رادیوگرافی افرادی که از درد ناحیه کمری شاکی نیستند، نیز مشاهده می‌گردد.

### علایم
- احتمال وجود درد در ناحیه کمری یا اندام تحتانی که بیشتر در نوع یک طرفه مطرح است. در نوع دوطرفه معمولاً دردی گزارش نمی‌شود.
- احتمال فتق دیسک بین مهره‌ای در سطح دیسک میان مهره‌های کمری چهارم و پنجم (L4-L5) وجود دارد.[۴] این مسئله ممکن است به علت کاهش تحرک مهره پنجم و افزایش حرکات مهره چهارم کمری باشد.
- معمولاً باریک و کم عرض شدن دیسک بین مهره‌ای L5-S1 اتفاق می‌افتد.[۳]

### درمان
درمان محافظه کارانه بوده و می‌تواند درارتباط با موارد زیر باشد:
- درمان دارویی در موارد وجود درد
- فیزیوتراپی